# 황새생태연구원
한국교원대학교 황새생태연구원(韓國敎員大學校황새生態硏究院)은 한국교원대학교의 부속 시설이다. 천연기념물 제199호 황새의 생태 및 서식지 복원을 통한 야생복귀 연구 및 관련 교육활동을 목적으로 설립되었으며, 1996년 10월 설립되어 2013년 2월까지 사단법인 ‘한국황새복원센터’로 운영되어 오던 것을 2013년 3월 부속 시설로 전환 설립하였다. 충청북도 청주시 흥덕구 강내면 한국교원대학교 캠퍼스 내에 위치한다.

## 주요 사업
- 황새의 복원, 보존 및 야생 복귀를 위한 활동 및 연구
- 생태계 및 서식지 복원 연구
- 천연기념물의 보전을 위한 생태 연구
- 생태 교육 자료 개발 및 교육 활동

## 같이 보기
- 한국교원대학교